# NGC 5356
NGC 5356 је спирална галаксија у сазвежђу Девица која се налази на NGC листи објеката дубоког неба.
Деклинација објекта је + 5° 20' 0" а ректасцензија 13h 54m 58,3s. Привидна величина (магнитуда) објекта NGC 5356 износи 13,0 а фотографска магнитуда 13,8. NGC 5356 је још познат и под ознакама UGC 8831, MCG 1-35-52, CGCG 46-1, IRAS 13524+0534, PGC 49468.